# Harapkó
Harapkó (1899-ig Hrabkó, szlovákul: Hrabkov) község Szlovákiában, az Eperjesi kerület Eperjesi járásában.

## Fekvése
Eperjestől 20 km-re délnyugatra, a Nagyszinye-patak és a Hernád között fekszik.

## Története
Harapkó a történészek szerint a 13-14. század fordulóján keletkezhetett és rövidesen felépült Szent Simon és Júdás apostolok tiszteletére szentelt temploma is. A falut és Szigfrid nevű plébánosát 1332-ben a pápai tizedjegyzék említi először. Még az 1330-as években földesura, Perényi Miklós az ágoston rendiek számára és a Szentlélek tiszteletére kolostort építtetett ide és a rend megkapta a Szentkereszt területéből kihasított birtokot is a templommal és egy malommal. A község azonban csak 1351-ig maradt a rend birtokában, amikor a vádak szerint Perényi erőszakkal elfoglalta. Ezt követően Perényi úgy döntött, hogy a közeli Monyhádot adja nekik. A későbbiekben a falu különböző nemesi családok birtoka.
1427-ben 42 portája volt. A 16. századtól a Fricsi, Hendrich és Bertóti családok voltak az urai. Az ágoston rendiek a reformáció elterjedéséig (kb. 1535-ig) működtek a községben. A 16. század közepén a templom olyan rossz állapotba került, hogy le kellett bontani. 1543-ban a falu hét, 1567-ben négy és fél, 1588-ban négy porta után adózott. 1600-ban 37 lakóház, valamint templom, plébánia, malom és iskola állt a faluban. 1787-ben 65 házában 547 lakos élt.
A 18. század végén Vályi András így ír róla: „HRABKO. Tót falu Sáros Várm. földes Ura Berthóty Uraság, lakosai katolikusok, fekszik Szent Annához fél mértföldnyire, Szent Keresztnek filiája. ’s hajdan a’ Veres Barátoknak helyek vala, kiket Perényi Miklós állíta fel 1333ban, az Augustinianus Remetéké vala, földgye középszerű, réttye, legelője, fája van.”
1828-ban 73 házában 542 lakos élt. Lakói főként mész- és szénégetéssel foglalkoztak.
Fényes Elek 1851-ben kiadott geográfiai szótárában így ír a faluról: „Hrabko, tót falu, Sáros vármegyében, Sz.-Kereszt fil., 508 kath., 1 evang., 25 zsidó lak. Perényi Miklós 1333-ban itt egy Templáriusok zárdáját alapitott. F. u. többen. Ut. p. Bertót.”
1920 előtt Sáros vármegye Kisszebeni járásához tartozott.

## Népessége
| Év:            | 1994. | 2004.   | 2014.   | 2024.   |
| -------------- | ----- | ------- | ------- | ------- |
| Emberek száma: | 773   | 702     | 698     | 735     |
| Eltérés:       |       | -9,18 % | -0,56 % | +5,30 % |

| Év:            | 2023. | 2024.   |
| -------------- | ----- | ------- |
| Emberek száma: | 716   | 735     |
| Eltérés:       |       | +2,65 % |

1869-ben 726 lakosa volt.
1910-ben 565, túlnyomórészt szlovák anyanyelvű lakosa volt.
2001-ben 722 lakosából 709 szlovák volt.
2011-ben 700 lakosából 685 szlovák volt.

## Nevezetességei

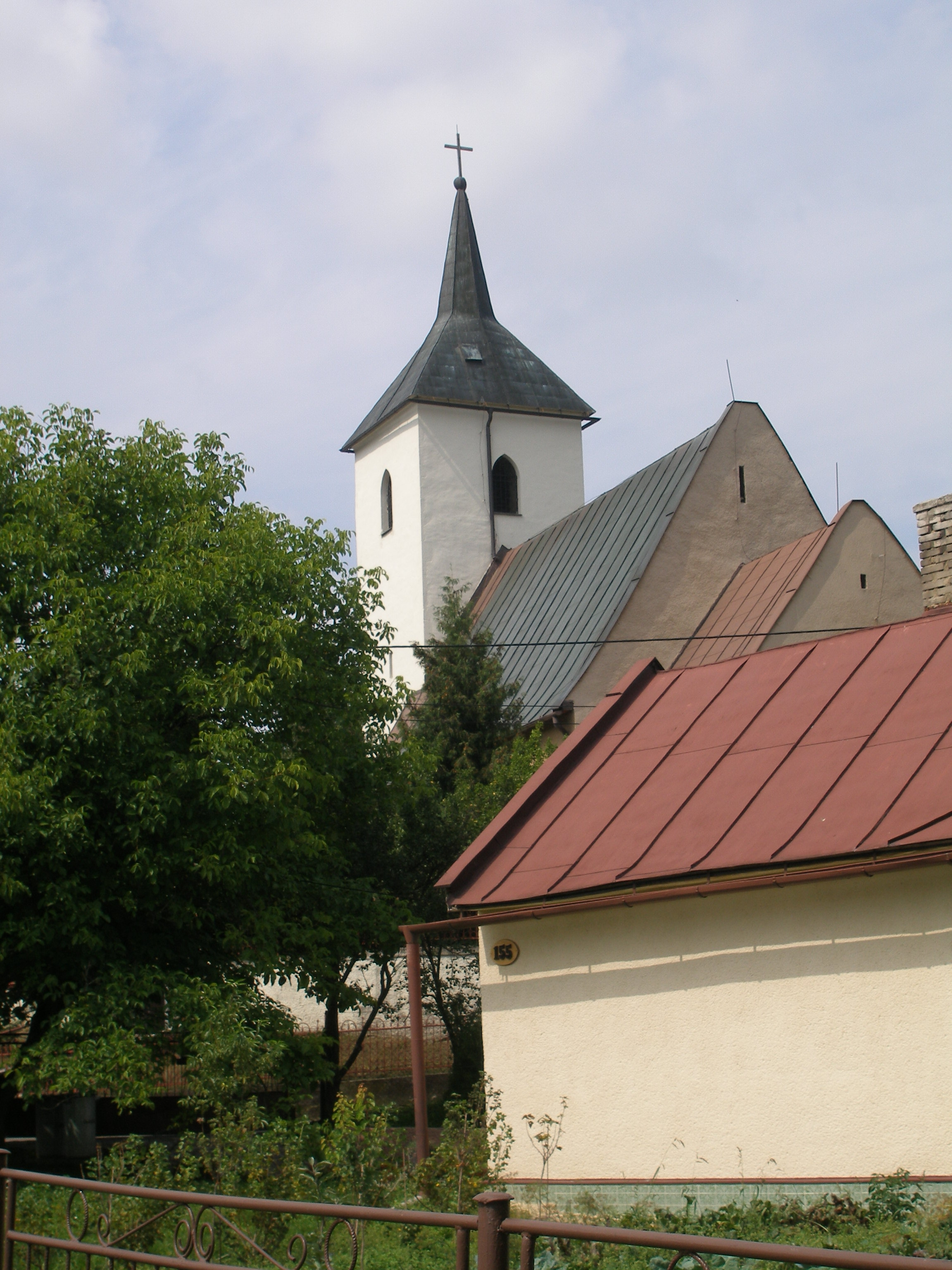
Harapkó - templom

- A község keleti szélén még látható az egykori gótikus templom két falmaradványa. A templom 1330 körül épült, 1716-ban barokk stílusban építették át. 1843-ban pusztult el.
- A településen egykor megjelentek a vilhelmiták is